# Palakarija
Palakarija (bulgariska: Палакария) är ett vattendrag i Bulgarien.   Det ligger i regionen Sofija-grad, i den västra delen av landet, 40 km sydost om huvudstaden Sofia.
Trakten runt Palakarija består till största delen av jordbruksmark. Runt Palakarija är det ganska glesbefolkat, med 38 invånare per kvadratkilometer.